# Arnold (modélisme)
Pour les articles homonymes, voir Arnold.
 (octobre 2012).
Si vous disposez d'ouvrages ou d'articles de référence ou si vous connaissez des sites web de qualité traitant du thème abordé ici, merci de compléter l'article en donnant les références utiles à sa vérifiabilité et en les liant à la section « Notes et références ».
Arnold est une entreprise allemande de fabrication de jouets créée à Nuremberg le 4 octobre 1906. Elle est passée sous le contrôle de Rivarossi après Cessation de paiements, avant de rejoindre le groupe Hornby en 2004.

## Histoire

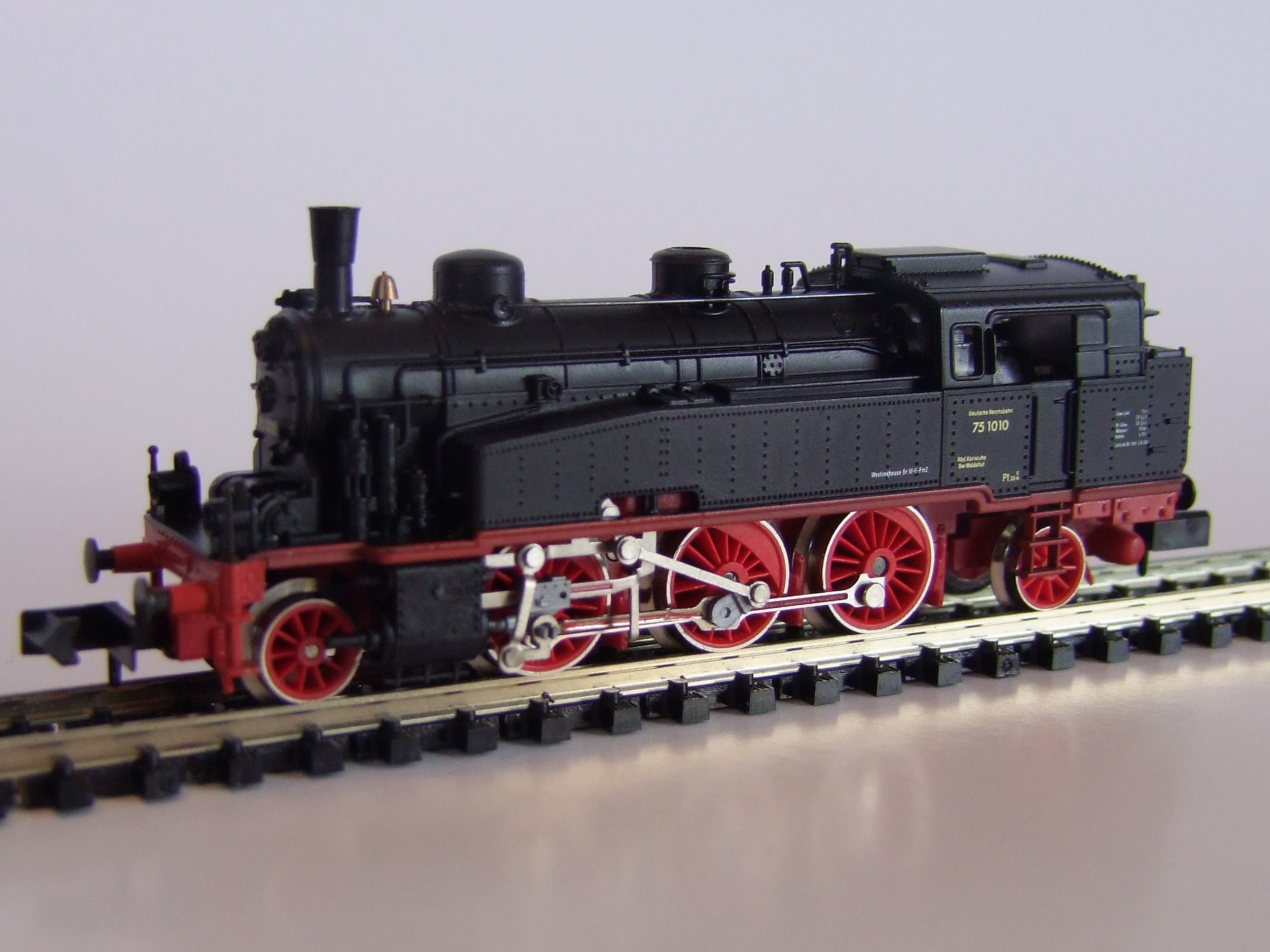
Locomotive allemande BR 75 en N de Arnold.

Spécialisée dans les jouets en fer-blanc, elle produisait aussi des bateaux et des maisons de poupée jusqu'à la Seconde Guerre mondiale où l'usine fut totalement détruite.
Elle est surtout connue pour avoir lancé en 1962 la gamme de trains miniatures Arnold Rapido à l'échelle du 1:160 avec un écartement des rails de 9 mm : ce fut la naissance de l'échelle N.
De 1960 à 1962, la production était constituée par une gamme de petits trains « Rapido 200 », à l'échelle 1:200, plutôt train jouet que train modèle.
Mais, à partir de 1962, l'entreprise se tourna vers la production de véritables trains miniatures et s'imposa comme la production N de référence à partir de 1970. En 1964, l'échelle N était reconnue comme norme NEM et plus tard ce fut l'« attelage Rapido » qui fut retenu comme standard européen de l'échelle.
En 1995, la firme est rachetée par Rivarossi puis en 2004 par Hornby PLC. La production est maintenant faite en Chine.